# Emberiza
Emberiza és un gènere d'ocells de la família dels emberízids (Emberizidae). Les diferents espècies habiten diferents hàbitats per tot arreu del Vell Món. Als Països Catalans viuen, amb més o menys nombre, el cruixidell (Emberiza calandra), el sit negre (Emberiza cia), el gratapalles (Emberiza cirlus), la verderola (Emberiza citrinella), l'hortolà (Emberiza hortulana) i el repicatalons (Emberiza schoeniclus). Altres espècies es poden presentar de manera més esporàdica.

## Taxonomia
Segons la classificació del Congrés Ornitològic Internacional (versió 13.1, 2023) aquest gènere està format per 45 espècies:
- Emberiza affinis - sit dorsibrú.
- Emberiza aureola - sit aureolat.
- Emberiza bruniceps - sit cara-roig.
- Emberiza buchanani - sit capgrís.
- Emberiza cabanisi - sit de Cabanis.
- Emberiza caesia - hortolà cendrós.
- Emberiza calandra - cruixidell.
- Emberiza capensis - sit del Cap.
- Emberiza chrysophrys - sit cellagroc.
- Emberiza cia - sit negre.
- Emberiza cineracea - sit cendrós.
- Emberiza cioides - sit bigotut.
- Emberiza cirlus - gratapalles.
- Emberiza citrinella - verderola.
- Emberiza elegans - sit elegant.
- Emberiza flaviventris - sit pitdaurat.
- Emberiza fucata - sit orellut.
- Emberiza godlewskii - sit de Godlewski.
- Emberiza goslingi - sit gorjagrís.
- Emberiza hortulana - hortolà comú.
- Emberiza impetuani - sit roquer.
- Emberiza jankowskii - sit de Jankowski.
- Emberiza koslowi - sit del Tibet.
- Emberiza lathami - sit crestat.
- Emberiza leucocephalos - sit capblanc.
- Emberiza melanocephala - sit capnegre.
- Emberiza pallasi - sit de Pallas.
- Emberiza personata - sit emmascarat.
- Emberiza poliopleura - sit de Somàlia.
- Emberiza pusilla - repicatalons petit.
- Emberiza rustica - repicatalons rústic.
- Emberiza rutila - sit rogenc.
- Emberiza sahari - sit del Sàhara.
- Emberiza schoeniclus - repicatalons eurasiàtic.
- Emberiza siemsseni - sit blau.
- Emberiza socotrana - sit de Socotra.
- Emberiza spodocephala - sit caranegre.
- Emberiza stewarti - sit de Stewart.
- Emberiza striolata - sit estriat.
- Emberiza sulphurata - sit del Japó.
- Emberiza tahapisi - sit canyella.
- Emberiza tristrami - sit de Tristram.
- Emberiza variabilis - sit gris.
- Emberiza vincenti - sit de Vincent.
- Emberiza yessoensis - repicatalons de carpó bru.

E. lathami era inclòs en el gènere Melophus i E. siemsseni a Latoucheornis. Ambdues espècies s'inclouen a Emberiza
E. sahari que era considerat una subespècie d'E. striolata, se la considera una espècie de ple dret.
E. personata considerat també una subespècie d'E. spodocephala, basant-se en diferències morfològiques i genètiques (Weissensteiner et al. 2014; Päckert et al. 2015; Brazil 2018; HBW/Birdlife), se la considera una espècie de ple dret.